# ستيلا كورت تريت
ستيلا كورت تريت (بالإنجليزية: Stella Court Treatt)‏، كانت مُخرجة جنوب أفريقيا